# Serguei Fofanoff
Serguei Fofanoff (Ribeirão Preto,11 de diciembre de 1968) es un jinete brasileño que compitió en la modalidad de concurso completo. Ganó tres medallas en los Juegos Panamericanos entre los años 1995 y 2011.

## Palmarés internacional
| Juegos Panamericanos | Juegos Panamericanos      | Juegos Panamericanos | Juegos Panamericanos |
| Año                  | Lugar                     | Medalla              | Categoría            |
| -------------------- | ------------------------- | -------------------- | -------------------- |
| 1995                 | Mar del Plata (Argentina) | Medalla de oro       | Por equipos          |
| 1999                 | Winnipeg (Canadá)         | Medalla de plata     | Por equipos          |
| 2011                 | Guadalajara (México)      | Medalla de bronce    | Por equipos          |